# خوسيه ماريا سان مارتن
خوسيه ماريا سان مارتن (بالإسبانية: José María San Martín)‏ (و. 1811 – 1857 م) هو سياسي من السلفادور، تولى منصب رئيس السلفادور.